# Tamar Arimborgo
Tamar Arimborgo Guerra (Lima, 30 de noviembre de 1975) es una abogada, educadora, pastora evangélica y política peruana. Fue congresista de la república por Loreto durante el disuelto periodo 2016-2019.

## Biografía
Nació en Lima. Hija de los pastores evangélicos José Arimborgo y Carmen Guerra, quienes se mudaron a Iquitos cuando ella era aún niña. Allí cursó sus estudios escolares en colegios adventistas de Maynas. De joven, quiso ser misionera y llevó un curso en la escuela de misiones Asiel de Iquitos.  Pero luego optó por ingresar a la universidad y estudió dos carreras, Derecho (en la Universidad Científica del Perú) y Educación (en la Universidad Nacional de la Amazonía Peruana).
Una vez graduada, trabajó como directora académica en el Colegio San Marcos, de la Iglesia Camino de Vida. En 2014 fundó, junto a un socio, la empresa de liderazgo empresarial Megalíder Coaching Training.
En cuanto a su carrera política, llegó a Fuerza Popular por intermedio de Miguel Torres. En las elecciones generales de 2016 postuló para Congresista de la República, como representante de Loreto. Ganó la curul obteniendo 10 499 votos preferenciales. El 22 de julio de 2016, en la ceremonia de juramentación de su cargo de parlamentaria, dijo: «Por Dios, por el indulto humanitario a Alberto Fujimori y por la reconciliación, sí prometo», lo que generó aplausos de su bancada, y las pifias del resto de parlamentarios.
Ha sido una de las más entusiastas portavoces del colectivo Con mis hijos no te metas. La prensa y las redes sociales suelen resaltar algunos comentarios suyos con respecto a la llamada «ideología de género», generalmente sacadas de contexto. Por ejemplo, durante una sesión de la Comisión de Justicia, donde se discutía el endurecimiento de las penas contra los que atenten contra el colectivo LGTB, dijo: «Si hay crímenes de odio, tal vez hay crímenes de amor también»; lo que se convirtió en tendencia en las redes sociales.
En enero de 2019 presentó un controvertido proyecto de ley titulado «Ley que excluye la ideología de género de las políticas públicas dirigidas a niños y adolescentes». Lo controvertido fue la aseveración de que la «imposición de la ideología de género» causaba graves daños en la niñez y la juventud, entre ellos altas tasa de suicidio, enfermedades de transmisión sexual y otros efectos negativos como el cáncer y el sida. Como era de esperarse, la congresista fue duramente criticada y su misma bancada decidió retirar el proyecto.
El 9 de mayo de 2019, durante la interpelación a la ministra de Educación Flor Pablo en el pleno del Congreso, Tamar Arimborgo fustigó duramente contra la política educativa del gobierno y el llamado «enfoque de género». La prensa resaltó algunas frases suyas, una de ellas que califica al ministerio de Educación como «Sodoma y Gomorra».
Al iniciarse el período anual de sesiones 2019-2020 del Congreso, fue nombrada presidenta de la Comisión de Educación.
Tras la disolución del Congreso decretado por el presidente Vizcarra su cargo llegó a su fin el 30 de septiembre de 2019.